# Ceratolejeunea variabilis
Ceratolejeunea variabilis là một loài Rêu trong họ Lejeuneaceae. Loài này được (Lindenb.) Schiffner mô tả khoa học đầu tiên năm 1890.